# Miroslav Vulićević
Miroslav Vulićević (kyrillisch Мирослав Вулићевић; geboren am 29. Mai 1985 in Raška, SFR Jugoslawien) ist ein ehemaliger serbischer Fußballspieler, der die meiste Zeit seiner Karriere für den FK Partizan Belgrad aktiv war.

## Karriere

### Vereine
Am Anfang spielte er in seinem Jugendverein FK Kosmet in Leposavić. 2001 unterschrieb er seinen ersten Profivertrag beim FK Bane Raška. 2003 wechselt er zum FK Javor Ivanjica. Dort erlebte er eine erfolgreiche Zeit, obwohl er 2006 für eine Saison beim FK Borac Čačak verliehen wurde. Im Sommer 2009 verließ er den FK Javor und wechselte zum FK Vojvodina Novi Sad. Bei Vojvodina spielte er viereinhalb Jahre und war Kapitän der Mannschaft. Im Dezember 2013 unterzeichnete Vulićević einen Dreijahresvertrag mit dem FK Partizan Belgrad. Mit Partizan gewann er vier Mal hintereinander den Serbischen Pokal und insgesamt zwei Mal die Serbische Meisterschaft, wobei er in der Saison 2016/17 mit Partizan das Double gewann. Im Januar 2020, nachdem sein Vertrag mit Partizan ausgelaufen war, gab er sein Karriereende bekannt.

### Nationalmannschaft
Am 14. Dezember 2008 unter Radomir Antić debütierte Vulićević für die serbische Nationalmannschaft gegen Polen. Das Spiel verlor Serbien mit 1:0. Sein zweites Länderspiel bestritt er am 7. April 2010 gegen Japan. Das Spiel gewann Serbien mit 3:0. Sein drittes Länderspiel bestritt er gegen Brasilien am 6. Juni 2014. Das Spiel gewann Brasilien mit 1:0.

## Titel
- 2× Serbischer Meister: (2014/15), (2016/17)
- 4× Serbischer Pokalsieger: (2015/16), (2016/17), (2017/18), (2018/19)